# جيراردو نورغا سانتوفينا
جيراردو نورغا سانتوفينا (بالإسبانية: Gerardo Noriega) (10 مارس 1982 في إسبانيا - ) هو لاعب كرة قدم إسباني في مركز الوسط. لعب مع بوليديبورتيفو إيخيذو وخيمناستيك طركونة وريال سبورتينغ خيخون ونادي إيركوليس وUrraca CF ‏ وNiki Volos F.C. ‏ وريال أفيليس ‏.

## روابط خارجية
- جيراردو نورغا سانتوفينا على موقع قاعدة بيانات كرة القدم.إي يو (الإنجليزية)
- جيراردو نورغا سانتوفينا على موقع Soccerway.com (الإنجليزية)